# 한일축제한마당
한일축제한마당(Korea Japan Festival)은 한일 국교정상화 40주년을 기념한 '한일 우정의 해'에서 시작된 2005년부터 현재까지 대한민국과 일본 등의 양국에서 매년 가을에 개최되는 최대의 한일문화교류행사이다.

## 역대 참가축제
- 강강술래 (서울, 도쿄행사) (2007 ~ 현재)
- 도쿠시마 아와오도리 (서울행사) (2013)
- 모리오카 산사오도리 (서울행사) (2010, 2011)
- 미야자키 시와스마츠리
- 아오모리 네부타마츠리 (서울행사) (2010, 2012)
- 아오모리 히로사키 네부타 (서울행사) (2013)
- 아키타 간토마츠리 (서울행사) (2008, 2010, 2011, 2012, 2014)
- 요사코이 아리랑 (서울행사) (2006 ~ 현재)
- 한국가요콘테스트 (도쿄행사) (2010)
- 한류스타 콘서트 (도쿄행사) (2010)

## 역대 한일축제한마당 서울행사

### 2007년
- 축제일 : 2007년 10월 20일 ~ 10월 21일
- 개최 장소 : 서울광장, 청계광장

### 2008년
- 축제일 : 2008년 9월 27일 ~ 9월 28일 개최
- 개최 장소 : 서울광장, 청계광장
- 슬로건 : 각양각색의 한국, 각양각색의 일본
- 사회자 : 김기만, 이지연

### 2009년
- 축제일 : 2009년 9월 20일 개최
- 개최 장소 : 서울광장
- 슬로건 : 함께 하는 서울 - 도쿄, 함께 가는 미래
- 사회자 : 오환석, 아키바 리에 (1부) / 박정숙, 이나가와 유우키 (2부)

### 2010년
- 축제일 : 2010년 10월 2일 ~ 10월 3일 개최
- 개최 장소 : 서울광장, 청계광장
- 테마 : 오랜 역사와 밝은 미래
- 슬로건 : 우리는 통한다 - 통하는 우리, 통하는 마음, 통하는 미래
- 사회자 : 박은경, 이나가와 유우키 (1부) / 이윤수, 나카에다 시오리 (2부) / 김용명, 이에 나가유코 (3부)

### 2011년
- 축제일 : 2011년 9월 25일 개최
- 개최 장소 : 서울광장
- 테마 : 고마워요 한국! 힘내요 일본!
- 슬로건 : 즐거운 축제, 즐거운 만남, 즐거운 우리
- 사회자 : 김현기, 오오카와 노부코

### 2012년
- 축제일 : 2012년 10월 3일 개최
- 개최 장소 : 코엑스 1층 전시장 A홀
- 테마 : 희망찬 한국, 활기찬 일본
- 슬로건 : 즐거운 축제, 즐거운 만남, 즐거운 우리
- 사회자 : 김현기, 오오카와 노부코

### 2013년
- 축제일 : 2013년 9월 15일 개최
- 개최 장소 : 코엑스 1층 전시장 B홀
- 테마 : 움트는 희망, 미래로
- 슬로건 : 즐거운 축제, 즐거운 만남, 즐거운 우리
- 사회자 : 한석준 (1부), 이재홍 (2부), 성세정 (3부), 후지이 미나

### 2014년
- 축제일 : 2014년 9월 14일 개최
- 개최 장소 : 코엑스 3층 전시장 C홀
- 테마 : 축제 10년, 미래로
- 슬로건 : 즐거운 축제, 즐거운 만남, 즐거운 우리
- 사회자 : 김재홍 (1부), 한상헌 (2부), 강승화 (3부), 오오카와 노부코, 후지이 미나

### 2015년
- 축제일 : 2015년 9월 19일 ~ 9월 20일
- 개최 장소 : 신촌 연세로 (9월 19일), 코엑스 1층 전시장 B홀 (9월 20일)
- 테마 : 함께 열어요 새로운 미래를
- 슬로건 : 즐거운 축제, 즐거운 만남, 즐기는 우리
- 사회자 : 오승원 (2부), 오오카와 노부코 & 원석현 (3부), 조충현 (1부), 후지이 미나 (1~2부)

### 2016년
- 축제일 : 2016년 10월 2일
- 개최 장소 : 코엑스 1층 전시장 B홀
- 테마 : 함께 만들자 새로운 50년
- 슬로건 : 즐거운 축제, 즐거운 만남, 즐기는 우리
- 사회자 : 김선근 (2부), 오언종 (3~4부), 오오카와 노부코 (3~4부), 최시중 (1부), 후지타 사유리 (1~2부)

### 2017년
- 축제일 : 2017년 9월 24일
- 개최장소 : 코엑스 3층 전시장 D홀
- 테마 : 함께 나아가자 한마음으로
- 슬로건 : 즐거운 축제, 즐거운 만남, 즐기는 우리
- 사회자 : 유지철 (1부), 아사다 에미 (2부), 오오카와 노부코 (3~4부), 원석현 (3~4부), 장혜령 (1부), 한상권 (2부)

### 2018년
- 축제일 : 2018년 9월 9일
- 개최장소 : 코엑스 3층 전시장 D홀
- 테마 : 함께 이어가요 우정을 미래로
- 슬로건 : 즐거운 축제, 즐거운 만남, 즐기는 우리
- 사회자 : 아사다 에미, 오오카와 노부코 (3~4부), 이광용, 이재후, 장혜령

## 역대 한일축제한마당 도쿄행사

### 2009년
- 축제일 : 2009년 9월 19일 ~ 9월 21일
- 개최 장소 : 롯폰기 힐즈 아레나, 오모테산도 (퍼레이드)

### 2010년
- 축제일 : 2010년 10월 2일
- 개최 장소 : 롯폰기 힐즈 아레나
- 사회자 : 후루야 마사유키, 김태희

### 2011년
- 축제일 : 2011년 10월 1일 ~ 10월 2일
- 개최 장소 : 롯폰기 힐즈 아레나
- 행사 주제 : 공존공영의 21세기
- 프로그램 주제 : 사람을 하나로, 문화를 하나로, 미래를 하나로

### 2012년
- 축제일 : 2012년 9월 29일 ~ 10월 2일
- 개최 장소 : 신주쿠 문화센터 (메인회장, 9월 29일), 오쿠보공원 (서브회장, 9월 29일 ~ 9월 30일), 주일한국문화원 및 도쿄도 내 각지
- 행사 주제 : 동일본 대지진 복원기원
- 프로그램 주제 : 비상

### 2016년
- 축제일 : 2016년 9월 24일 ~ 9월 25일
- 개최 장소 : 치요다 구 히비야공원 대분수광장
- 슬로건 : 함께 만들자 새로운 50년

## 같이 보기
- 서울특별시의 축제 목록
- 일본의 축제